# Дюси-Сент-Маргерит
Дюси-Сент-Маргери́т (фр. Ducy-Sainte-Marguerite) — коммуна во Франции, находится в регионе Нижняя Нормандия. Департамент коммуны — Кальвадос. Входит в состав кантона Тийи-сюр-Сёль. Округ коммуны — Кан.
Код INSEE коммуны — 14232.

## Население
Население коммуны на 2010 год составляло 142 человека.
| 1962 | 1968 | 1975 | 1982 | 1990 | 1999 | 2010 |
| ---- | ---- | ---- | ---- | ---- | ---- | ---- |
| 129  | 166  | 153  | 148  | 145  | 144  | 142  |

## Экономика
В 2010 году среди 93 человек трудоспособного возраста (15—64 лет) 70 были экономически активными, 23 — неактивными (показатель активности — 75,3 %, в 1999 году было 66,3 %). Из 70 активных жителей работали 65 человек (32 мужчины и 33 женщины), безработных было 5 (3 мужчин и 2 женщины). Среди 23 неактивных 9 человек были учениками или студентами, 8 — пенсионерами, 6 были неактивными по другим причинам.